# Dmîtrovîci, Mostîska
Dmîtrovîci (în ucraineană Дмитровичі) este localitatea de reședință a comunei Dmîtrovîci din raionul Mostîska, regiunea Liov, Ucraina.

## Demografie
Componența lingvistică a localității Dmîtrovîci
     Ucraineană (100%)
Conform recensământului din 2001, toată populația localității Dmîtrovîci era vorbitoare de ucraineană (100%).